# Eva Pirrung
Eva Pirrung (* 6. März 1961) ist eine ehemalige deutsche Fußballspielerin.

## Karriere

### Vereine
Pirrung spielte 1985/86 als Mittelfeldspielerin zunächst für die 1971 gegründete Frauenfußballabteilung des SV Beeden, einem im gleichnamigen Stadtteil im saarländischen Homburg ansässigen Verein.
In der Saison 1990/91 kam sie in der seinerzeit zweigleisigen Bundesliga in der Gruppe Süd für den VfR 09 Saarbrücken zum Einsatz, der als Dritter die Klasse halten konnte.

### Nationalmannschaft
Noch als Spielerin des SV Beeden bestritt sie einzig das am 15. April 1986 in Straubing mit 2:1 gegen die Nationalmannschaft Ungarns gewonnene Test-Länderspiel der A-Nationalmannschaft.